# 建初 (漢)
建初（けんしょ）は、後漢の章帝劉炟の治世に行われた最初の元号。76年 - 84年。
建初9年は、8月に改元されて元和元年となった。

## 出来事
- 4年：白虎観に学者を集めて五経の異同を討論、『白虎通徳論』を編纂。
- 建初年間：班固が『漢書』を完成。

## 西暦・干支との対照表
| 建初 | 元年 | 2年  | 3年  | 4年  | 5年  | 6年  | 7年  | 8年  | 9年  |
| 西暦 | 76年 | 77年 | 78年 | 79年 | 80年 | 81年 | 82年 | 83年 | 84年 |
| 干支 | 丙子 | 丁丑 | 戊寅 | 己卯 | 庚辰 | 辛巳 | 壬午 | 癸未 | 甲申 |